# جاستین آمالوزور
جاستین آمالوزور (انگلیسی: Justin Amaluzor؛ زادهٔ ۱۷ اکتبر ۱۹۹۶) بازیکن فوتبال اهل نیجریه است.
از باشگاه‌هایی که در آن بازی کرده‌است می‌توان به باشگاه فوتبال دارتفورد، باشگاه فوتبال کنت فوتبال یونایتد، باشگاه فوتبال لوتون تاون، باشگاه فوتبال بارنت، و باشگاه فوتبال هیز و یدینگ یونایتد اشاره کرد.